# 佛坂泰治
佛坂 泰治（ぶっさか やすはる、1919年10月 - 2019年9月1日）は、日本海軍の軍人（軍医）、医師。坊ノ岬沖海戦時の駆逐艦雪風軍医長として知られる。

## 経歴
1919年、佐賀県に生まれる。父が医師であった影響で医の道に進み、1936年（昭和11年）に九州医学専門学校（現久留米医大）に入学。卒業後、海軍に親戚がいたことから海軍軍医少尉として任官した。海軍砲術学校、海軍軍医学校普通科で学んだ後、海軍工廠に配属された。
その後、重巡洋艦鳥海、駆逐艦朝潮などでの勤務を経て、1944年に一旦内地に配属（佐世保海軍病院）になったが、1945年に第十七駆逐隊の軍医長として駆逐艦「雪風」 に乗組、戦艦「大和」に随伴し沖縄に向かったが、大和が沈没するなど艦隊は壊滅したため、大和及び沈没した随伴艦の生存者などの救助、治療を行った。また、佐世保に帰還後は大和乗員などの死亡診断書の作成を担当している。
戦後は地元武雄市で病院を開業。学校健診や住民健診など住民の健康、予防に尽力すると共に、佐賀女子高武雄校舎で37年間、衛生看護科の教壇にも立った。さらに、特別養護老人ホームの嘱託医は90歳を超えた2013年9月まで担当していた。それら地域医療への貢献が認められ、2010年には製薬会社ノバルティスファーマが顕彰する「ノバルティス地域医療賞」を受賞している。
また、医療活動のほかにも、中国に対する「賠償艦」となった雪風の返還運動に参加したほか、戦友が大和で撮影した記念写真5枚を入手し、伊藤整一司令長官ら撮影されている167人の遺族を探す活動を行っている。2015年には「『雪風』からみた『大和』の最期」を出版した。

## 著書
- 『「雪風」からみた「大和」の最期』 佐賀新聞社、2015年 ISBN 9784882982067